# ويليام أونيل (محامي)
ويليام أونيل (بالإنجليزية: William O'Neill)‏ هو قاضي ومحامي أمريكي، ولد في 6 مايو 1947 في كليفلاند في الولايات المتحدة.